# Сухівський
Сухівський — струмок в Україні, у Рівненському районі Рівненської області. Ліва притока Стубазки (басейн Дніпра).

## Опис
Довжина струмка 12 км, похил річки — 1,7 м/км. Площа басейну 71,4 км². Біля витоку пересихає.

## Розташування
Бере початок біля села Річище. Тече переважно на північний схід через Сухівці, Радухівку, Новожуків і впадає у річку Стубазку, ліву притоку Горині.